# وقواق مروحي الذيل
وقواق مروحي الذيل (الاسم العلمي: Cacomantis flabelliformis) (بالإنجليزية: Fan-tailed Cuckoo)‏ هو نوع من الطيور يتبع جنس الوقواق الكستنائي من فصيلة طيور الوقواق.